# Traité du monde et de la lumière
Le traité du monde et de la lumière est un traité écrit par Descartes en 1632 et 1633. C'est l'une des dernières œuvres qu'écrivit Descartes dans le domaine scientifique. Descartes publia ultérieurement La Dioptrique, Les Météores, et la Géométrie, dont le Discours de la méthode constitue la préface, qui est le premier ouvrage philosophique de Descartes.
Le traité du monde et de la lumière a été écrit en français, et ne fut publié qu'en 1664.

## Contexte historique
Au début du XVIIe siècle, la controverse ptoléméo-copernicienne sur les deux systèmes du monde (géocentrisme vs héliocentrisme) battait son plein. À partir de 1609, avec sa lunette astronomique, Galilée fit des observations sur la Lune et le système solaire et devint partisan de la thèse héliocentrique. En 1616, l'Église fit interdire les ouvrages favorables à l'héliocentrisme. En juin 1633, Galilée, qui n'avait pas réussi à apporter la preuve irréfutable de la thèse héliocentrique, fut condamné à l'emprisonnement par un tribunal ecclésiastique, à cause de son livre le Dialogue sur les deux grands systèmes du monde. La condamnation fut immédiatement commuée par le pape Urbain VIII en assignation à résidence.
En novembre 1633, alors qu'il était en passe d'achever son traité du monde et de la lumière, Descartes apprit que Galilée avait été condamné pour le Dialogue sur les deux grands systèmes du monde. En 1634, il reçut de son ami Beeckman une copie de l'ouvrage de Galilée. Descartes pensait qu’il prendrait des risques en publiant son traité favorable à la théorie de l’héliocentrisme. Par peur des autorités ecclésiastiques, il renonça donc à la publication de son traité.
Le traité du monde et de la lumière fut intégralement publié après la mort de Descartes en 1664.

#### Bases de données et dictionnaires
- Notice dans un dictionnaire ou une encyclopédie généraliste :   - Britannica
- Notices d'autorité :   - VIAF
  - BnF (données)
  - IdRef
  - LCCN
  - GND
  - Pologne
  - Australie
  - WorldCat